# Charles Avery (cinéma)
Pour les articles homonymes, voir Charles Avery et Avery.
Charles Avery est un acteur et réalisateur américain du cinéma muet, né le 28 mai 1873 à Chicago, Illinois aux États-Unis et mort le 23 juillet 1926 à Los Angeles en Californie.

## Biographie
Né Charles Avery Bradford à Chicago en 1873, Charles Avery fut tout d'abord un acteur de théâtre.
Il débute en 1908 au cinéma à la Biograph Company dans les films de D.W. Griffith et de Fred J. Balshofer. C'est là qu'il rencontre Mack Sennett sous la direction duquel il tournera par la suite. En 1912, lorsque Mack Sennett part diriger The Keystone Film Company, il le suit en compagnie de Mabel Normand, Fred Mace ou Ford Sterling. Il est alors un acteur prolifique des débuts de la Keystone et y devient réalisateur à partir de 1913. Au vu de sa filmographie, il délaisse rapidement son métier d'acteur au profit de celui de réalisateur.
Il fait partie des Keystone Cops dès leur première apparition dans le film Hoffmeyer's Legacy (en) et y tient son rôle dans les premières comédies de la série comme Bangville Police ou  Fatty et le Voleur (The Gangsters). Il dirige aussi Charles Murray dans les films de la série des Hogan, qui est un des premiers héros récurrent des comédies de l'équipe de Mack Sennett et des films de la série des Julot (Gussle) interprétée par Sydney Chaplin. Il fut partenaire en tant qu'acteur, (y compris les simples figurations) de Roscoe Arbuckle dans 24 films sur les 44 qu'il tourne en tant qu'acteur pour la Keystone.
Charles Avery cesse rapidement toute activité cinématographique, on le retrouve cependant en tant que réalisateur et acteur de quelques westerns de série B dans les années 1920. Le 23 juillet 1926, Charles Avery est retrouvé mort à son domicile. La police conclura à un suicide et il est enterré au Hollywood Forever Cemetery.

## Filmographie
Source principale de la filmographie :

### En tant qu'acteur

#### Biograph
- 1908 Father Gets in the Game de D.W. Griffith : The Butler
- 1908 La Mégère apprivoisée (The Taming of the Shrew) de D.W. Griffith : Music Teacher
- 1908 The Valet's Wife de D.W. Griffith : Mr. Tubbs
- 1908 The Helping Hand de D.W. Griffith : Man at Brothel
- 1909 Love Finds a Way de D.W. Griffith : Plotter
- 1909 A Wreath in Time de D.W. Griffith : At Stage Door
- 1909 Tragic Love de D.W. Griffith : A l'usine
- 1909 The Salvation Army Lass de D.W. Griffith : Dans le 1er bar/A l'usine
- 1909 Jones and His New Neighbors de D.W. Griffith : In Crowd
- 1909 Les Remords de l'alcoolique (A Drunkard's Reformation) de D.W. Griffith : un acteur de la pièce
- 1909 Confidence Dinner Guest de D.W. Griffith
- 1909 Twin Brothers (it) de D.W. Griffith : In Bar
- 1909 Tis an Ill Wind That Blows No Good (it) de D.W. Griffith : At Factory
- 1909 The Suicide Club (it) de D.W. Griffith : Member of Suicide Club
- 1909 One Busy Hour (it) de D.W. Griffith : In Store
- 1909 The French Duel (it) de D.W. Griffith : Alphonse de Signoles
- 1909 The Jilt (it) de D.W. Griffith : At College
- 1909 Resurrection (en) de D.W. Griffith : At Court/At Prison
- 1909 Two Memories (en) de D.W. Griffith : Party Guest
- 1909 Eradicating Aunty (it) de D.W. Griffith : Servant
- 1909 What Drink Did de D.W. Griffith : Workman
- 1909 : Le Luthier de Crémone (The Violin Maker of Cremona) de D.W. Griffith : Worker / In Crowd
- 1909 : La Villa solitaire (The Lonely Villa) de D.W. Griffith : At the Inn
- 1909 The Son's Return (it) de D.W. Griffith : Extra
- 1909 Her First Biscuits de D.W. Griffith : Biscuit Victim
- 1909 Was Justice Served? (it) de D.W. Griffith : Juror
- 1909 The Peachbasket (it) Hat de D.W. Griffith : On Street
- 1909 The Necklace (it) de D.W. Griffith : In Pawnshop
- 1909 The Cardinal's Conspiracy (it) de D.W. Griffith et Frank Powell : A Member of the Court
- 1909 A Strange Meeting (it) de D.W. Griffith : At Party
- 1909 With Her Card (it) de D.W. Griffith : At Larkin's
- 1909 The Seventh Day de D.W. Griffith : A Clerk
- 1909 The Little Darling (en) de D.W. Griffith : In Boarding House
- 1909 Dooley's Thanksgiving Turkey de Fred J. Balshofer: Dooley
- 1910 A Romance of the Prairie (it) de Fred J. Balshofer
- 1910 Dooley's Holiday de Fred J. Balshofer : Dooley
- 1910 Dooley Referees the Big Fight (it) de Fred J. Balshofer : Dooley
- 1910 The Man from Texas (it) de Fred J. Balshofer
- 1910 Perils of the Plains (it) de Fred J. Balshofer
- 1910 A Ranchman's Simple Son (en) de Fred J. Balshofer
- 1912 The Brave Hunter de Mack Sennett : In Lodge
- 1912 Home Folks (pt) de D.W. Griffith : At Barn Dance
- 1912 The Would-Be Shriner (it) de Mack Sennett : Inmate
- 1912 Tragedy of the Dress Suit (it) de Mack Sennett : At Party
- 1912 A Day's Outing (it) de Dell Henderson

#### Keystone
- 1912 Stolen Glory (it) de Mack Sennett : Soldier
- 1912 Hoffmeyer's Legacy (en) de Mack Sennett : Keystone Cop (non crédité)
- 1913 A Double Wedding (it) de Mack Sennett : The Groom
- 1913 The Elite Ball (it) : Man at Ball (non crédité)
- 1913 The Sleuth's Last Stand (it) de Mack Sennett : Cavalry Officer
- 1913 A Deaf Burglar (it) de Henry Lehrman : The Burglar's Accomplice
- 1913 The Rural Third Degree : Cop
- 1913 Mabel en soirée de Mack Sennett : invité à la fête
- 1913 The Man Next Door : Cop (non crédité)
- 1913 The Chief's Predicament : Gang Member (non crédité)
- 1913 Hide and Seek : 1st Fireman
- 1913 Those Good Old Days  de Mack Sennett : Gentleman of the Court (uncredited)
- 1913 Cupid in a Dental Parlor (en) de Henry Lehrman : The Dentist
- 1913 Bangville Police de Henry Lehrman : le premier adjoint
- 1913 Le Jazz de Mabel (That Ragtime Band) de Mack Sennett : Sousaphone Player
- 1913 Algy on the Force : Cop
- 1913 Their First Execution de Mack Sennett : 2nd Deputy
- 1913 Twixt Love and Fire de Henry Lehrman : The Man
- 1913 Toplitsky and Company de Henry Lehrman : Bath House Customer (non crédité)
- 1913 Fatty et le Voleur (The Gangsters) de Henry Lehrman : un flic (non crédité)
- 1913 Passions, He Had Three de Henry Lehrman : Si Black
- 1913 Peeping Pete de Mack Sennett : Bartender
- 1913 A Bandit de Mack Sennett : Villager (non crédité)
- 1913 Rastus and the Game Cock de Mack Sennett : Dice Player/Man in Derby (non crédité)
- 1913 Safe in Jail (en) de Mack Sennett : Neighbor Woman's Husband
- 1913 The Telltale Light (en) (short) de Mack Sennett (non confirmé - non crédité)
- 1913 Love and Rubbish : Mr. Tickle
- 1913 Mabel au fond de l'eau (A Noise from the Deep) de Mack Sennett : figuration
- 1913 Get Rich Quick : Villager (non crédité)
- 1913 Just Kids (it) de Dell Henderson : Police Chief
- 1913 Cohen's Outing de Gordon Griffith : Cohen
- 1913 The Riot (en) de Mack Sennett  : Irishman
- 1913 The Work Habit (en)
- 1913 The Firebugs : le pompier
- 1913 Le Héros de Mabel (Mabel's New Hero) de Mack Sennett : Beachgoer/Cop
- 1913 Fatty pilote de course (en) (Fatty's Day Off) de Wilfred Lucas : Mischievous Boy
- 1913 Mabel fait du cinéma (Mabel's Dramatic Career) de Mack Sennett : Farmer/Movie Crewman
- 1913 When Dreams Come True (en) de Mack Sennett : (non crédité)
- 1913 Billy Dodges Bills : le shérif
- 1913 Across the Alley : Old Man
- 1913 Their Husbands : First Husband
- 1913 A Healthy Neighborhood : Second Victim
- 1913 Un mariage bien tranquille (en) (A Quiet Little Wedding) de  Wilfred Lucas : The Minister
- 1913 The Janitor : The Janitor's Daughter's Admirer
- 1913 Fatty à San Diego (en) (Fatty at San Diego) de George Nichols : Theatre Patron (non crédité)
- 1913 Love Sickness at Sea : Ship Passenger (non crédité)Boys Town
- 1913 A Muddy Romance : Justice of the Peace
- 1913 Fatty policeman (Fatty Joins the Force) : le policier dans le bureau
- 1913 Cohen Saves the Flag (en) de Mack Sennett  : Field Officer
- 1913 A Ride for a Bride de George Nichols : Man with Deerstalker's Cap (non crédité)
- 1913 The Gusher de Mack Sennett : Man at Oil Well (non crédité)
- 1913 His Sister's Kids (en) de George Nichols : l'homme à la canne (non crédité)
- 1913 Zuzu, the Band Leader de Mack Sennett : figuration (non crédité)
- 1914 The Mystery of the Milk de (???) : Extra
- 1914 Too Many Brides de Mack Sennett : invité à la Noce (non crédité)
- 1914 Hello, Mabel (en) de Mabel Normand
- 1914 Mabel et le cachalot (The Sea Nymps) de Roscoe Arbuckle : le père de Mabel

#### Universal Pictures
- 1925 The Fighting Ranger (en) de Jay Marchant : Miguel Cordero
- 1927 The Rambling Ranger de Dell Henderson : Seth Buxley
- 1927 The Western Rover d'Albert S. Rogell : Hinkey Hall

### En tant que réalisateur
- 1913 Across the Alley
- 1914 Charlot et Fatty dans le ring (The Knockout)
- 1914 Love and Salt Water
- 1914 Le Mystère du doigt de pied (The Great Toe Mystery)
- 1914 Her Last Chance
- 1914 Alcide en voyage (Hogan's Annual Spree)
- 1914 Alcide gouvernante (His Second Childhood)
- 1915 Gussle's Wayward Path
- 1915 Hogan's Wild Oats
- 1915 Rum and Wall Paper (en)
- 1915 Hogan's Mussy Job
- 1915 Hogan, the Porter
- 1915 Hogan's Romance Upset (en)
- 1915 Hogan's Aristocratic Dream
- 1915 Hogan Out West
- 1915 L'Escapade de Julot (Gussle's Day of Rest)
- 1915 The Beauty Bunglers
- 1915 Gussle's Wayward Way
- 1915 Their Social Splash (coréalisé avec Arvid E. Gillstrom)
- 1915 Gussle's Backward Way (coréalisé avec Syd Chaplin)
- 1915 Gussle Tied to Trouble
- 1915 Merely a Married Man
- 1915 Le Sous-marin pirate (A Submarine Pirate) (coréalisé avec Syd Chaplin)
- 1916 Ambroise millionnaire (A Modern Enoch Arden) (coréalisé avec Clarence G. Badger)
- 1916 His Lying Heart (coréalisé avec Ford Sterling)
- 1916 His Last Scent
- 1917 Her Birthday Knight
- 1917 Her Candy Kid
- 1917 Done in Oil
- 1917 Skirt Strategy
- 1917 The House of Scandal
- 1917 The Bookworm Turns
- 1917 A Janitor's Vengeance
- 1917 The Girl and the Ring
- 1917 A Matrimonial Accident
- 1917 Her Donkey Love
- 1917 His Unconscious Conscience
- 1917 Caught in the End
- 1919 A Kaiser There Was
- 1921 The Riot (coréalisé avec Jimmy Aubrey)
- 1921 The Applicant (coréalisé avec Jimmy Aubrey)